# Арманьяк (местность)
Арманья́к (фр. Armagnac) — историческая область между реками Гаронна и Адур, которая, как часть Гаскони, входит в департамент Жер. С 960 по 1607 годы образовывала графство Арманьяк в составе герцогства Аквитания. В XV веке, на который приходится верх могущества графов и герцогов Арманьяков, они представляли собой одну из самых значительных политических сил на территории Франции. Столицей их был город Ош.

## История

### Природные условия и система хозяйствования
Плодородная, особенно для посева хлеба, возделывания винограда и скотоводства, земля раздроблена на множество мелких имений, разделенных между массою небогатых дворян. Главная отрасль промышленности заключается в перегонке бренди, которое в продаже называется Eau d’Armagnac и соперничает с сентонжем и коньяком. Простые, крепкие, но суеверные и невежественные жители брались прежде преимущественно в военную службу.

### Правители графства
Арманьяк был прежде графством, и древний род графов Арманьяков (Comitatus Armaniacus) постоянно играл важную роль в истории Франции. Граф Бернар VII, храбрый и могущественный предводитель партии, стоявший на стороне Орлеана (партия так и именовалась — арманьяки) против бургундцев, был назначен в 1415 году коннетаблем, но вскоре после того как в Париже, взятом бургундцами, внушил к себе своей жестокостью сильную ненависть, был арестован и убит 12 июня 1418 года.
Сын его Жан IV хотел добиться в англо-французской войне независимости от французской короны и держался на стороне Генриха VI Английского; вступил в 1442 году с ним в переговоры относительно брака с его дочерью. После поражения англичан герцог Алансонский вынужден был подчиняться приказам французского короля, сохраняя вместе с тем известную независимость. В это время его владения были местом дислокации разбойничьих отрядов, совершавших нападения на территорию Франции. Чтобы избавиться от этих отрядов и, вместе с тем, использовать этих закаленных в боях воинов, Карл VII по предложению императора Фридриха III и вельмож Эльзаса и Швабии, нанявшихся покорить таким образом Швейцарию, послал два отряда из Арманьяка в поход: один, в 20000 человек — в Мец, Туль, Вердюн и Эльзас, а другой, в 30000 — под начальством дофина — против Зундгау и Монбельяра. Захватив эти территории, Арманьяки двинулись против швейцарцев. Последние, однако, отразили их нападение в битве при Сен-Жаке на Бирсе 26 августа 1444 года. Небольшой отряд швейцарцев, пожертвовав собой, сумел добиться победы и в результате был заключен очень выгодный для Швейцарии Энсгеймский мир (28 октября 1444 года). Отряды арманьяков были изгнаны из Эльзаса частью силою оружия, частью в силу договоров. В конце концов, попав в плен французам, Жан IV д’Арманьяк должен был купить свою свободу признанием над собою власти французского короля в 1450 году.
Сын его Жан родился в 1420 году и жил с своей младшей сестрой Изабеллой в преступной связи; впоследствии, обманув её и домового капеллана подложной буллой, он обвенчался с нею, вследствие чего был предан анафеме и осуждён к изгнанию. Он бежал в Арагонию, но, понадеявшись на охранительное письмо, вернулся во Францию, где был арестован парламентом и освобождён, дав честное слово не бежать, но он нарушил обещание и бежал в Италию. После смерти Карла VII он выхлопотал себе отпущение грехов и возвращение своих поместий, но с 1465 года примкнул к противникам Людовика XI и после продолжительной войны был убит в 1473 году в Лектуре.
Его кузен, граф Карл, также выступивший против короля Людовика XI в составе Лиги общего блага, был захвачен в плен и казнен (1477). С его смертью законных наследников не осталось и род пресёкся, а его владения перешли в казну. В 1497 году Франциск I отдал графство Арманьяк своему зятю, герцогу Карлу Алансонскому, с вдовою которого оно перешло в дом Альбре, в Наварру. И только Генрих IV навсегда прикрепил его к французским владениям.